# Thomas Leysen

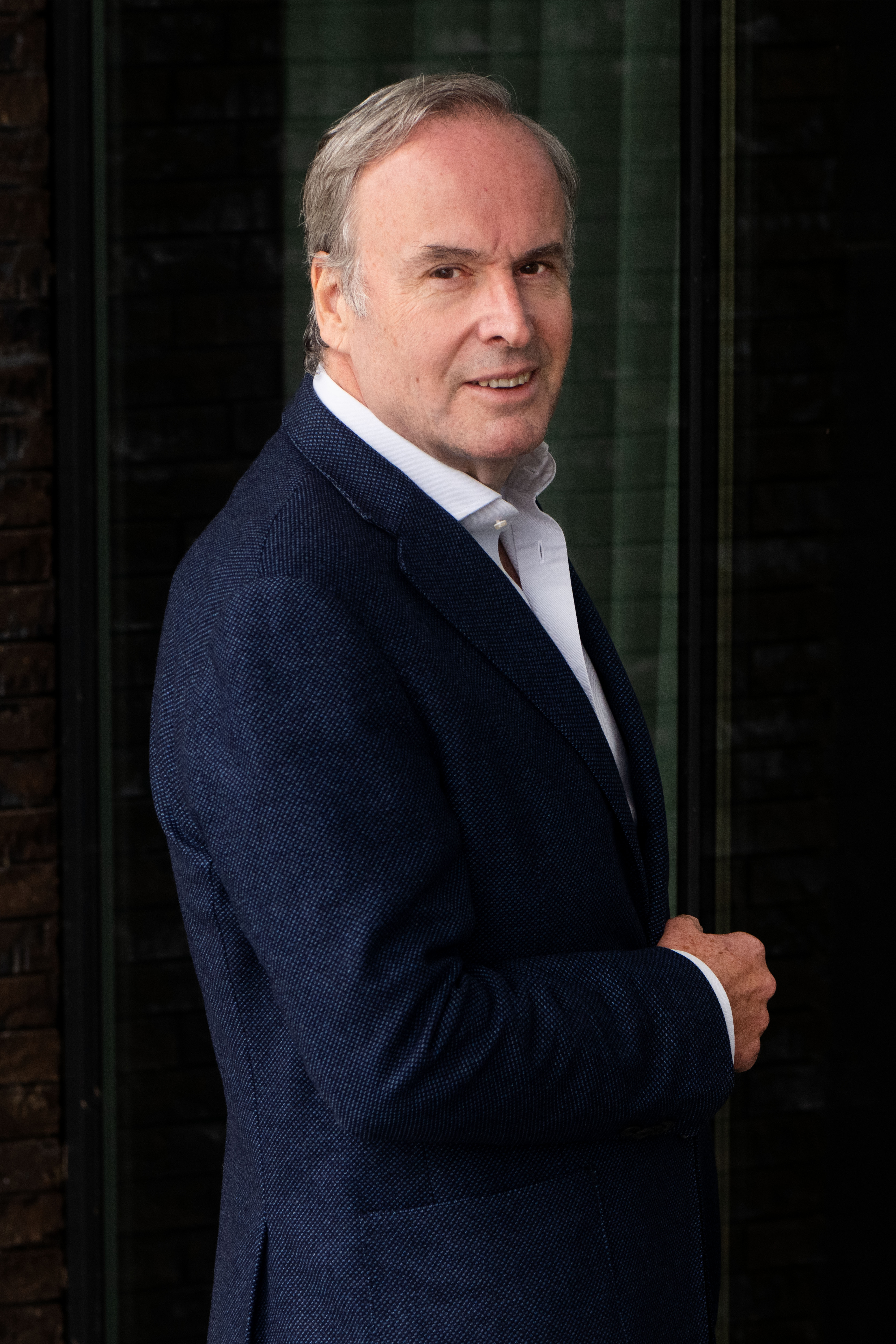

Thomas Leysen (Wilrijk, 15 oktober 1960) is een Belgisch bedrijfsleider, ondernemer en bestuurder. Hij is voorzitter van de raden van bestuur van mediabedrijf Mediahuis, materiaaltechnologiebedrijf Umicore en dsm-firmenich, een Zwitsers-Nederlands beursgenoteerd bedrijf wereldwijd actief in voeding, gezondheid en beauty. Hij was tevens  gedelegeerd bestuurder van Umicore en voorzitter van Agoria, de KBC Groep en de Koning Boudewijnstichting.

## Biografie

### Carrière
Thomas Leysen is de zoon van ondernemer André Leysen, een van de stichters van de Vlaamse Uitgeversmaatschappij (VUM), en broer van ondernemer en politicus Christian Leysen. Tijdens zijn rechtenstudie aan aan de Katholieke Universiteit Leuven trok hij de eerste helft van het academiejaar naar het buitenland en deed ervaring op in de maritieme sector.
In 1983 studeerde hij af als licentiaat in de rechten en werd na een gesprek met Albert Frère directeur van Transcor. In 1988 verliet hij deze handelsmaatschappij in cokes die was uitgegroeid tot een internationale speler in de staalindustrie. In 1989 werd hij bestuurder bij de Générale Trading Company, een dochteronderneming van de Generale Maatschappij van België, om vervolgens in 1994 over te stappen naar Union Minière, waar hij in 2000 werd aangesteld als gedelegeerd bestuurder. In 2002 veranderde Union Minière zijn naam in Umicore. Leysen voerde een verregaande reorganisatie van het bedrijf door. Het bedrijf evolueerde van een zwaar vervuilend non-ferro-bedrijf naar een internationale materiaaltechnologie- en recyclagegroep die zich onderscheidde door de productie van batterijen en katalysatoren en de recyclage van kostbare metalen. In 2005 werd de koperafdeling afgesplitst onder de naam Cumerio en in 2007 ging de zinkafdeling een fusie aan met Zinifex onder de nieuwe naam Nyrstar. Op 30 april 2008 droeg hij de dagelijkse leiding als CEO over aan Marc Grynberg en werd hij in opvolging van Karel Vinck voorzitter van de raad van bestuur.

### Overige functies
In 2002 volgde Leysen de onverwacht overleden John Cordier op als voorzitter van Agoria, de federatie van de Belgische technologiebedrijven. Hij was reeds bestuurslid en voorzitter van het sectorcomité Metalen en Materialen van Agoria. In maart 2007 volgde Francis Verheughe hem op.
In april 2008 werd hij voorzitter van het Verbond van Belgische Ondernemingen (VBO). Hij volgde Jean-Claude Daoust op. Tijdens zijn voorzitterschap, dat drie jaar duurde, legde hij vooral de nadruk op de groene economie en duurzaam ondernemen. Pierre-Alain De Smedt volgde hem in januari 2011 op.
Leysen werd tevens voorzitter van de raad van bestuur van de Vlaamse Uitgeversmaatschappij (VUM), later omgedoopt tot Corelio en tot Mediahuis Partners. Hij is tevens voorzitter van mediagroep Mediahuis, een dochteronderneming van Corelio. Na de overname van dagblad Het Volk in 1994 zorgde hij ervoor dat de VUM kon uitgroeien tot een leidend Belgisch mediabedrijf. De drukkerijactiviteiten werden in 2000 in Groot-Bijgaarden geconcentreerd. Door een fusie met Concentra werd Mediahuis een mediabedrijf met verschillende kranten in België, Nederland, Ierland, Luxemburg en Duitsland  waaronder De Standaard, De Telegraaf, NRC Handelsblad, Luxembourger Wort en The Irish Independant.
In oktober 2011 werd hij in opvolging van Jan Huyghebaert voorzitter van de raad van bestuur van de bank-verzekeraar KBC Groep. Koenraad Debackere volgde hem in mei 2020 op.
In maart 2021 volgde Leysen Rob Routs als voorzitter van de raad van bestuur van het Nederlandse chemiebedrijf DSM op, dat in 2022 fuseerde met het Zwitsers bedrijf Firmenich.
Hij bekleedde tevens bestuursmandaten bij BASF Antwerpen (tot 2006), Atlas Copco (2001-2007), Alcatel Bell, CMB (2007-2012), imec (2009-2011), UCB (2009-2012), Etex Group (2009-2013), de Duitse bank Metzler, het Duitse koperbedrijf Norddeutsche Affinerie en de Stichting Koningin Paola (2004-2007).
Verder werd Leysen in maart 2014 in navolging van Herman Daems voorzitter van de Commissie Corporate Governance. Bart De Smet volgde hem in maart 2023 op.
Hij is een promotor van duurzame ontwikkeling en in die rol was hij voorzitter van The Shift, een platform van bedrijven en ngo's in België die met duurzaamheid begaan zijn. The Shift werd in 2015 gelanceerd. In 2018 volgde Jacques Vandermeiren hem in deze functie op.
Leysen maakte ook deel uit van het bestuur van de Koning Boudewijnstichting en werd in januari 2016 in opvolging van Françoise Tulkens voorzitter van de raad van bestuur. In januari 2022 volgde Pierre Wunsch hem in die hoedanigheid op.
Hij was namens de Vlaamse regering voorzitter van de Vlaamse Topstukkenraad (2014-2024) en is voorzitter van het Rubenianum Fund. Verder is hij sinds 2020 in opvolging van Jan Huyghebaert voorzitter van het Fonds Baillet Latour.
Leysen is of was tevens:
- lid van de European Round Table for Industry - ERT, (sinds 2003),
- lid van de Trilaterale Commissie. (sinds 2007),
- voorzitter van de Belgium-Japan Association  (2007-2014),
- lid van het Global Advisory Board van Toyota, (2011-2018),
- lid van de stuurgroep van de Bilderbergconferentie (sinds 2011),
- voorzitter van de governing board van de denktank Friends of Europe, (sinds 2023),
- bestuurder van de private stichting Jacques Delors Friends of Europe Foundation (sinds 2024),[24]
- voorzitter van WWF België (sinds 2025).[25]

## Eerbetoon
- 2018 - VRG-Alumniprijs[26]
- 2020 - Gouden Penning van de Koninklijke Vlaamse Academie van België voor Wetenschappen en Kunsten[27]
- 2022 - Grootofficier in de Leopoldsorde
- 2024 - eredoctoraat aan de Queen's Universiteit van Belfast[28]